# Liste des groupes ethniques du Ghana
Cette liste des groupes ethniques du Ghana recense dans l'ordre alphabétique tous les peuples connus du Ghana, sous leur nom usuel, suivi des autres dénominations éventuelles.
- Haut – A
- B
- C
- D
- E
- F
- G
- H
- I
- J
- K
- L
- M
- N
- O
- P
- Q
- R
- S
- T
- U
- V
- W
- X
- Y
- Z

## A
- Ada
- Adangmés aussi :(Dangbe, Adantonwi, Agotime, Adan) mais non : Dangme, Adangme
- Adele aussi :(Gidire, Bidire)
- Agnis aussi :(Anyin, Anyi)
- Agona
- Ahafo
- Ahantas aussi : (Anta)
- Akans
- Akwamu aussi :(Aquambo)
- Akwapim aussi :(Akuapem, Akwapem, Twi, Akuapim, Aquapim, Akwapi)
- Akim aussi :(Akyem)
- Akpafu aussi : (Siwu, Akpafu-Lolobi, Lolobi-Akpafu, Lolobi, Siwusi)
- Akposo aussi : (Kposo)
- Animere aussi : (Anyimere, Kunda)
- Anlo Ewe aussi : (Ahonian, Anglo, Anhlo, Anlo)
- Anufo aussi : (Chokosi, Chakosi, Kyokosi, Tchokossi, Tiokossi)
- Anum aussi : (Gua, Gwa, Anum-Boso)
- Ashanti aussi : (Aschanti)
- Apollos (voir Nzema)
- Assin aussi : (Asen)
- Avatime aussi : (Sia, Sideme, Afatime)

## B
- Bassari (Ghana), aussi : Be-Tyambe
- Banafo aussi :(Banda, Dzama, Nafana, Senufo)
- Bimoba aussi : (Moba, Moar, Moor)
- Birifor aussi : (Ghana Birifor, Birifor Sud)
- Bisa aussi :(Boussanga, Bissa, Buem, Busansi)
- Bowili aussi : (Tuwili, Bowiri, Liwuli, Siwuri, Bawuli, Bowli)
- Buëm
- Builsa aussi : (Buli, Bulisa, Kanjaga, Guresha)
- Brong aussi : (Abrong, Bron, Doma, Gyaman)

## C
- Chakali
- Chala aussi : (Cala, Tshala)
- Cherepon aussi : (Okere, Kyerepong, Chiripong, Chiripon)
- Chumburung aussi : (Nchumburung, Nchimburu, Nchumuru, Kyongborong,Yeji)

## D
- Dagaare aussi : (Dagari, Dagara, Degati, Dagati, Dogaari, Dagaare, Dagaaba)
- Dankyira aussi : (Denkyira)
- Dagomba aussi : (Dagbani, Dagbamba, Dagbane)
- Dangme aussi : Adangme, La, Da, Le
- Dompo aussi : (Dumpo, Ndmpo)
- Dwang aussi : (Dwan, Nchumunu)

## E
- Efutu aussi : (Awutu, Effutu, Senya)
- Ewe aussi : (Eibe, Ebwe, Eve, Evhe Efe, Eue, Vhe)

## F
- Fante
- Fulbe aussi :  (Fulfulde, Maacina, Maasina, angl. Fulani, franç. Peul)
- Fon
- Frafra aussi : (Farefare, Gurenne, Gurune, Nankani, Ninkare, Gurunsi, Nabt, Nabra)

## G
- Ga aussi : (Accra, Acra, Amina, Gain)
- Gikyode aussi : (Akyode, Kyode, Chode)
- Gonja aussi : Ngbanyito, Gongya
- Grusi aussi : Grunshi
- Gurense aussi : Gurunsi

## H
- Hanga aussi : (Anga)
- Hausa aussi : (Haoussa)

## I
- Ibibio
- Ife aussi : (Ana)
- Igbos

## J
- Jula aussi : (Dyula)
- Jwira-Pepesa aussi : (Jwira, Pesesa, Pesesa-Jwira)

## K
- Kabiyé aussi : (Kabire, Cabrai, Kabure, Kabye, Cabrais)
- Kalabari aussi : (Ijo, Ijaw, Eastern Jiaw)
- Kamara
- Kantosi aussi : (Kantonsi, Yare, Yarsi, Dagaare-Dioula)
- Kassena aussi : (Kasena, Kassene)
- Koma aussi : (Konni, Koni, Komung)
- Konkomba aussi : (Komba, Likpakpaln, Kpankpam, Kon Komba)
- Kplang aussi : (Prang)
- Krachi aussi : (Krache, Krakye, Kratschi)
- Krepi
- Krobo
- Kulango aussi : (Koulango, Nkuraeng, Nkurane, Kulange)
- Kusaal aussi : (Kusasi, Kusale)
- Kwahu aussi : (Kwawu)
- Kwahu Dukoman
- Kyombaron aussi : (Nchumbulu)

## L
- Lama aussi : (Lamba, Losso)
- Larteh aussi : (Gua, Lete, Late)
- Lobi aussi : (Lobi-Dagara)
- Lelemi aussi : (Lefana, Lafana, Buem)
- Ligbi aussi : (Ligwi, Nigbi, Nigwi, Tuba, Banda, Dzowo, Namasa, Tsie, Weila, Wiila, Weela, Jogo)
- Likpe
- Logba
- Lolobi

## M
- Mandingues
- Mamprusi aussi : (Mampruli, Mamprule, Ngmamperli, Manpelle)
- Mina
- Mo aussi : (Deg, Degha, Janela, Aculo, Mmfo, Mohua, Mochia, Miao, Mo Jia, Mo Min, Buru (Buro), Ching, Sou, Panyam)
- Mossis aussi : (Mooré)
- Mukuba

## N
- Nafana
- Namnam
- Nankansi aussi : Nankanse, Nankanni
- Nanumba aussi : (Nunuma)
- Nawdm aussi : (Naudm, Nawdam, Naoudem)
- Nawuri
- Nchumbulu aussi : Ntwumuru
- Nkonya
- Ntcham aussi : (Tobote, Ncham, Bassar, Basar, Bassari, Basari, Basare)
- Ntrubo aussi : (Delo, Ntribu, Ntribou)
- Nyangbo aussi : (Turugbu)
- Nzema aussi : (Nzima, Apollo, Apollonier)

## P
- Pasaale aussi : (Sisaale, Paasaal, Funsile, Sud Sisaala, Sisala)
- Peki

## S
- Safaliba aussi : (Safazo, Safalaba, Safalba, Safali)
- Santrokofi aussi : (Sele, Selee, Santrokofi, Sentrokofi, Bale)
- Sefwi aussi : (Sehwi, Asahuye)
- Sekpele aussi : (Likpe, Mu, Bosele, Sekwa)
- Shai
- Sisaala West aussi : (Hissala, Busillu-Sisaala, Sisai, Issala)

## T
- Tafi aussi : (Tegbo)
- Talega aussi : (Talini), Talensi, Tallensi
- Tamprusi aussi : (Tampole, Tampolem, Tampolense, Tamplima, Tampele)
- Tabons (peuple) aussi : Tabom (singulier), Agudas
- Temba aussi : (Kotokoli, Tem, Cotocoli, Tim, Timu)
- Tumulung aussi : (Hissala, Sisala Tumu, Isaalung, Sisaala-Tumulung)
- Tutrugbu

## V
- Vagla aussi : (Vagala, Sitigo, Kira, Konosarola, Paxala)

## W
- Wala aussi : (Waali, Wali, Ala, Oula)
- Wasa aussi : (Wassaw, Wassa)

## Y
- Yoruba

## Z
- Zerma, aussi : (Zabarima, Zarma, Dyerma, Dyabarma, Zaberma, Zamberba, Djemabe, Zabarma, Zabrama)